# Neopaxillus
 (mai 2013).
- Si vous ne connaissez pas le sujet, laissez ce bandeau (vous pouvez alors contacter les auteurs).
- Si vous supprimez le contenu mis en cause (vous pouvez préalablement contacter les auteurs),

argumentez précisément cette suppression dans la page de discussion
(un manque de référence n'est pas un argument ; une recherche réelle de référence doit avoir été effectuée, être formellement documentée).
 (mai 2013).
Si vous disposez d'ouvrages ou d'articles de référence ou si vous connaissez des sites web de qualité traitant du thème abordé ici, merci de compléter l'article en donnant les références utiles à sa vérifiabilité et en les liant à la section « Notes et références ».
Genre
Neopaxillus est un genre de champignons de la famille des Serpulaceae selon MycoBank (30 mai 2013) ou de la famille des Inocybaceae selon Index Fungorum (30 mai 2013). 
Neopaxillus, était autrefois[Quand ?] classé dans la famille des Serpulaceae est maintenant[Quand ?] classé dans la famille des Crepidotaceae[réf. incomplète], famille de champignons basidiomycètes de l'ordre des Agaricales.
Le genre Neopaxillus contient cinq espèces dont une dernièrement découverte.[réf. nécessaire]
Neopaxillus dominicanus est morphologiquement proche de Neopaxillus echinospermus, l'espèce type du genre. Basé sur des analyses comparative de séquences d'ADNr, le genre Neopaxillus, autrefois placés dans la famille des Serpulaceae de l'ordre des Boletales, est maintenant placé au sein des Agaricales où il aurait comme groupe-frère du genre Crepidotus (famille des Crepidotaceae)[réf. nécessaire], et Neopaxillus dominicanus est soutenue comme indépendant de Neopaxillus echinospermus[incompréhensible]. Enfin, selon les dernières analyses morphologiques et moléculaires, deux collections de Neopaxillus echinospermus en provenance du Mexique se réfèrent à Neopaxillus dominicanus.[réf. nécessaire]

## Liste d'espèces
Selon Catalogue of Life (30 mai 2013) :
- Neopaxillus bryogenus
- Neopaxillus echinospermus
- Neopaxillus echinosporus
- Neopaxillus plumbeus
- Neopaxillus reticulatus

Selon Index Fungorum (30 mai 2013) :
- Neopaxillus bryogenus E. Horak 1980
- Neopaxillus dominicanus Angelini & Vizzini 2012
- Neopaxillus echinospermus (Speg.) Singer 1951
- Neopaxillus plumbeus Singer & Lodge 1989
- Neopaxillus reticulatus (Petch) Pegler 1986

Selon MycoBank (30 mai 2013) :
- Neopaxillus bryogenus
- Neopaxillus dominicanus
- Neopaxillus echinosporus
- Neopaxillus echinospermus
- Neopaxillus plumbeus
- Neopaxillus reticulatus

Selon NCBI (30 mai 2013) :
- Neopaxillus dominicanus
- Neopaxillus echinospermus
- Neopaxillus plumbeus